# Gloster Richardson
Gloster Van Richardson (Greenville, Mississippi, 1942. július 18. – Chicago, Illinois, 2020. február 27.) Super Bowl-győztes amerikai amerikaifutball-játékos.

## Pályafutása
1967 és 1970 között a Kansas City Chiefs, 1971-ben a Dallas Cowboys, 1972-ben az Oakland Raiders, 1972 és 1974 között a Cleveland Browns játékosa volt. A Kansas City Chiefs és a Dallas Cowboys csapatával egy-egy Super Bowl-győzelmet ért el. A Chiefs együttesével 1969-ban AFL-győztes volt.

## Sikerei, díjai
- Super Bowl
  - győztes (2): 1970, 1972
- American Football League
  - győztes: 1969